# Justizkredit
Justizkredit ist in Deutschland eine in Wirtschafts- und Rechtskreisen verwendete, informelle Bezeichnung für die verzögerte Erfüllung eines fälligen Zahlungsanspruchs durch einen Schuldner, der zu diesem Zweck einen gegen ihn angestrengten Gerichtsprozess verschleppt.

## Industrie und Handwerk
Vor allem im Baugewerbe werden fällige Beträge nicht rechtzeitig gezahlt, sondern der Ausgang eines gerichtlichen Verfahrens abgewartet. Während dieses Rechtsstreits, in dem die Fälligkeit etwa durch behauptete Mängel bestritten wird, und der durch prozessuale Maßnahmen weiter hinausgezögert werden kann, kann der Schuldner sein Geld anderweitig nutzen.
Oft wird durch Justizkredite auch versucht, kleine und mittlere Handwerker und Unternehmen zu schlechten Vergleichen zu drängen, um den Preis am Ende weiter zu drücken. Dabei werden vor allem deren geringe Eigenkapitalquote, Liquiditätsengpässe und die wirtschaftliche Unerfahrenheit genutzt.
Insbesondere im Werkvertragsrecht bieten die gesetzlichen Regelungen Möglichkeiten, die Zahlung zu verzögern. Beim Werkvertrag hat der Auftraggeber grundsätzlich das Recht, den Werklohn (zum Beispiel für ein Haus) erst nach Abnahme zu zahlen. Die Abnahme kann aber verweigert werden, wenn Mängel beim Werk vorliegen. Behauptet der Auftraggeber das Vorliegen von Mängeln, erhält der Unternehmer zunächst bis zur Klärung, ob tatsächlich Mängel vorliegen, keinerlei verwertbare Zahlungstitel.

## Ansätze zur Bekämpfung
Der Gesetzgeber bemüht sich, diesen Missbrauch der Justiz zu bekämpfen oder zumindest die Folgen zu lindern. Der Versuch, einem Unternehmer beim Werkvertrag die Möglichkeit zu verschaffen, die Abnahme durch eine Fertigstellungsbescheinigung eines Gutachters zu erzwingen (ehemaliger § 641a BGB), wurde allerdings wegen Erfolglosigkeit wieder aufgegeben. Überlegungen zur Einführung von neuen zivilprozessualen Verfahren zur Beschleunigung, so zum Beispiel einer Adjudikation, stehen noch am Anfang.